# Sabotage (musikalbum av Matthias Reim)
Sabotage är den tyske pop-/schlagersångaren Matthias Reims tredje soloalbum, utgivet i maj 1993 på Polydor. Albumet producerades av Reim själv; denne skrev också alla låtar, varav vissa tillsammans med sin dåvarande hustru Margot "Mago" Reim.
Albumet låg på den tyska topplistan i 16 veckor, som högst på elfte plats. "Geh' doch zum Teufel", "Das kannst Du doch nicht machen" och "Küssen oder so" släpptes som singlar; den senare tog sig in på plats 27 på den tyska topplistan.

## Låtlista
1. "Küssen oder so" – 3:37
2. "Indianer" – 4:16
3. "Das kannst Du doch nicht machen" – 4:09
4. "Eis in der Luft" – 4:30
5. "Freunde" – 3:14
6. "Bleib' da" – 3:47
7. "So verliebt" – 3:41
8. "Ich kann's nicht ändern" – 3:07
9. "Geh' doch zum Teufel" – 3:47
10. "Ohne dich" – 4:04
11. "Küssen oder so" (Unplugged Club Version) – 4:26

## Medverkande
Musiker
- Matthias Reim – sång, gitarr, basgitarr, keyboard
- Thomas Maser – gitarr
- Ronald Hoth – gitarr
- Frank Ryan – keyboard
- Caren Faust – körsång
- Claudia Keul – körsång
- Margot Reim – körsång
- Frank Ryan – körsång

Produktion
- Matthias Reim – producent, text, musik, inspelningstekniker
- Manfred Baer – art direction
- Roland Braune – design
- Margot Reim – foto, text, musik